# Botia rostrata
Botia rostrata es una especie de pez del género Botia, familia Botiidae. Fue descrita científicamente por Günther en 1868.
Se distribuye por Asia: India, Bangladés y China. Mide aproximadamente 25 centímetros. Habita en aguas dulces y se alimenta de larvas de insectos y organismos bentónicos.
Está clasificada como una especie marina inofensiva para el ser humano.